# 小林智子
小林 智子（こばやし ともこ、1986年8月23日 - ）は、日本の医師（皮膚科専門医）。医学博士。愛知県出身。浅井企画所属。

## 人物・略歴
※出典
3人姉妹の長女。父は内科開業医。
愛知県立岡崎高等学校を経て、日本医科大学医学部を卒業。名古屋第二赤十字病院で研修後、名古屋大学皮膚科に入局。その後、市中病院に勤務しながら2014年同大学大学院に進学し、2018年3月に博士課程を修了。
大学院在籍中、夫の留学に伴い渡米。その際、Northwestern大学でポストマスターフェローとして皮膚科の臨床研究に従事する。アメリカ在住中に健康ブームに影響を受け、ランニングを始めてフルマラソンにも参加。健康的な食生活と皮膚への関係性について興味を持ち、2016年より「ドクターレシピ」という健康ブランドの監修も務め、医学的な立場から食事と健康に関するレシピや情報の発信を積極的に行っている。
2016年12月にアメリカのシカゴにて長男を出産。 帰国後、皮膚科医として診療に従事しながら2018年に皮膚科専門医を取得。この時期よりテレビや雑誌などのメディアなどに出演を始め、2020年にYouTubeチャンネル「こばとも先生のスキンアカデミー」を開設。
2019年3月に次男、2022年6月に三男をハワイにて出産。本人は「同じ男の子ということもあり、将来のことを考えアメリカ国籍を取得したかった」と綴っている。
司馬遼太郎のファンで、「国盗り物語」をきっかけに城巡りにハマり、日本100名城を2年半で制覇した。

## テレビ出演
- スッキリ（2020年3月、日本テレビ）
- バゲット（2019年12月17日、2020年8月26日、日本テレビ）
- なないろ日和!（2020年12月03日、テレビ東京）
- ZIP!（2021年2月、日本テレビ）
- 林修の今でしょ!講座（2021年5月11日、テレビ朝日）
- ゴゴスマ（2023年5月12日、CBCテレビ）
- 土曜はナニする!?（2022年5月14日、関西テレビ）
- 中居正広のキャスターな会（2023年12月2日、テレビ朝日）

## 書籍
- 『皮膚科医が実践している 極上肌のつくり方』（彩図社、2017年1月）ISBN 9784801304543
- 『皮膚科専門医が教える 40代からはじめる正しい「美肌」レッスン』（彩図社、2018年9月）ISBN 9784801303300
- 『おくすり朝ごはん 皮膚科医が肌荒れしたら食べる』（ワニブックス、2021年4月）ISBN 9784847070501
- 『すっぴん肌が好きになる　肌トラブル大全』（WAVE出版、2022年1月）ISBN 9784866213316